# Crazy Town
Crazy Town (также известная как CxT) — американская рэп-рок-группа, которую образовали Эпик Мазур и Шифти Шеллшок в Лос-Анджелесе, Калифорния, в 1995 году. Группа получила известность благодаря синглу «Butterfly». На данный момент они записали три студийных альбома (The Gift of Game в 1999, Darkhorse в 2002 и The Brimstone Sluggers в 2015).

## История

### The Gift of Game и «Butterfly» (1999—2001)
Выпуск альбома The Gift of Game сопровождался туром на разогреве у группы Red Hot Chili Peppers. Гитарист Руст Эпик покинул группу, в то время, когда альбом только записывался. Вскоре к Crazy Town присоединился Kraig Tyler. Первые две песни из альбома The Gift of Game вышли в качестве синглов — «Toxic» и «Darkside» — однако успеха не имели.
В 2000 году Crazy Town совершили поездку на фестиваль Ozzfest, однако они были вынуждены покинуть его, спустя две недели, после того, как Binzer, будучи пьяным, бросил стул через окно и был арестован.
В 2001 году вышел третий сингл «Butterfly», который неожиданно возглавил американский хит-парад синглов и сделал музыкантов очень популярными — продажи сингла превысили 1,5 млн копий. В итоге сингл «Butterfly» вошёл в десятку лучших клипов столетия MTV
В том же 2001 году группе удалось выступить на фестивале OzzFest. Группа получила смешанные отзывы, много людей в толпе Ozzfest насмешливо называли их «The Butterfly Boys». Четвёртый сингл, «Revolving Door», был выпущен с ограниченным успехом. В 2001 Crazy Town появились в музыкальном видео P. Diddy, Black Rob and Mark Curry — Bad Boy for Life.

### Darkhorse(2001—2003)
Их второй альбом, Darkhorse, был спродюсирован Говардом Бенсоном (Howard Benson) и выпущен 12 ноября 2002. Влияние Бенсона привело звучание, более ориентированное на рок. До записывания альбома барабанщик James Bradley, Jr. в конечном счете покинул группу и был заменен Кайлом Холлинджером (Kyle Hollinger). Альбом получил небольшой коммерческий успех, породив только два сингла: «Drowning», которое стало незначительным хитом в США, Великобритании, Австрии и Германии, и «Hurt You So Bad» и которые даже не попали в чарт. Вскоре после выпуска Darkhorse группа распалась в 2003, цитируя среди причин, вещи, такие как давление их звукозаписывающей компании на то, чтобы те выпустили нечто подобное «Butterfly».

### Перерыв (2003—2007)
Во время перерыва Брет Мазур сформировал звукозаписывающую продюсерскую компанию The Pharmacy. Другой участник группы, Руст Эпик, сформировал группу, которая в конечном счете будет названа pre)Thing. Умер от сердечного приступа незадолго до того, как их дебютный альбом 22nd Century Lifestyle был выпущен в 2004 году. Шифти спел в сингле «Starry Eyed Surprise» из альбома английского DJ-я Пола Оукенфолда «Bunkka». Также он выпустил в 2004 году свой первый сольный альбом «Happy Love Sick» под своим псевдонимом Shifty Shellshock. Крэйг Тайлер (Kraig Tyler) присоединился к индастриал-группе Эрика Пауэлла (Eric Powell’s) 16Volt.

### Реформация (2007—2011)
В конце 2007 Crazy Town объявили, что они реформировались и работают над новым студийным альбомом, экспериментально названный Crazy Town is Back, который должен быть выпущен когда-то в 2008, хотя никакого такого выпуска так и не было. 26 августа 2009 Crazy Town выступили в Les Deux (Голливуд, Калифорния) полным составом впервые за пять лет. 28 августа 2009, бывший участник Адам Голдстэйн (Adam Goldstein) был найден мертвым в своей квартире после случайной передозировки наркотиков. 7 августа 2010, Crazy Town выступали вместе на фестивале SRH FEST 2010 в Калифорнии. В течение 2011 Crazy Town выпустили новую песню «My Place» на YouTube, а также ещё две новые песни — «Hard to Get» и «Hit That Switch» на своей странице MySpace.

### The Brimstone Sluggers(2013—2016)
В интервью 2013 года New Metal 4U, Шифти и Epic было сказано, что Crazy Town в настоящее время находятся в процессе студийной записи нового альбома, названный The Brimstone Sluggers. Позже в этом же году Crazy Town создали новые официальные страницы в Facebook и Твиттер, а также выпустили песню «Lemonface» для бесплатного скачивания. Около следующего года в группу были добавлены новые участники: ведущий гитарист Ахмад «Deadsie» Алкураби, басист Ник «Dax» Диорио и барабанщик Кевин Каплер. Летом 2014 года Crazy Town выступают на некоторых фестивалях в Европе, включая Rock am Ring, Rock im Park, Nova Rock. У них также были некоторые хэдлайнерские шоу в Европе и США. 18 декабря 2014 Crazy Town выпустили первый официальный сингл «Megatron» от предстоящего альбома, который был показан как новый лейтмотив на Impact Wrestling. В мае 2015 Crazy Town играли в Hip Hop Music Fest vol. 1 без ведущего гитариста Алкураби. Позже они подтвердили, что Ахмад Алкураби больше не часть группы.
28 августа 2015 был выпущен альбом The Brimstone Sluggers.
24 июня 2024 года Сет Бинзер был найден мёртвым в своём доме в Лос-Анджелесе.

## Состав
- Ахмад «Deadsie» Алкураби — соло-гитара (2014-наше время)
- Ник «Dax» Диорио — бас-гитара, гитара (2014-наше время)
- Кевин Каплер — ударные, перкуссия (2014-наше время)

### Бывшие участники
- Сет Бинзер — вокал (1995-2024)
- Брет Мазур — вокал, речитатив (1995—2017)
- Крэйг Тайлер — ритм-гитара, бэк-вокал (2000—2003, 2007—2010)
- Даг «Faydoedeelay» Миллер — бас-гитара (1999—2003, 2007—2010)
- Энтони «Trouble» Валли — соло-гитара (1999—2003, 2007—2010)
- Адам «DJ AM» Голдстэйн — DJ (1997—2001, 2001—2003, 2007—2009)
- Джэймс «JBJ» Брэдли-младший — ударные (1999—2001, 2007—2010)
- Руст Эпик — гитара (1999—2000)
- Кайл Холлингер — ударные (2001—2003)

## Дискография

### Альбомы
| Релиз | Название               | Место                          |
| ----- | ---------------------- | ------------------------------ |
| 1999  | The Gift of Game       | № 15 UK, № 9 U.S Billboard 200 |
| 2002  | Darkhorse              | № 164 UK                       |
| 2015  | The Brimstone Sluggers |                                |

### Синглы
| Релиз | Название                                | U.S. Hot 100 | U.S. Mod Rock | U.S. Main Rock | UK | Альбом                 |
| ----- | --------------------------------------- | ------------ | ------------- | -------------- | -- | ---------------------- |
| 1999  | Toxic                                   | -            | -             | -              | -  | The Gift of Game       |
| 2000  | Darkside                                | -            | -             | -              | -  | The Gift of Game       |
| 2001  | Butterfly                               | 1            | 1             | 21             | 3  | The Gift of Game       |
| 2001  | Revolving Door                          | -            | -             | -              | 23 | The Gift of Game       |
| 2002  | Drowning                                | -            | 24            | 24             | 50 | Darkhorse              |
| 2002  | Hurt You So Bad                         | -            | -             | -              | -  | Darkhorse              |
| 2008  | Hit That Switch                         | -            | -             | -              | -  | The Brimstone Sluggers |
| 2013  | Lemonface                               | -            | -             | -              | -  | The Brimstone Sluggers |
| 2014  | Come Inside                             | -            | -             | -              | -  | The Brimstone Sluggers |
| 2014  | Megatron                                | -            | -             | -              | -  | The Brimstone Sluggers |
| 2015  | Backpack                                | -            | -             | -              | -  | The Brimstone Sluggers |
| 2015  | Born To Raise Hell                      | -            | -             | -              | -  | The Brimstone Sluggers |
| 2020  | The Life I Chose (с Hyro the Hero)      | -            | -             | -              | -  | -                      |
| 2020  | Fly Away (совместно с Tanner Alexander) | -            | -             | -              | -  | -                      |

## Видеоклипы
- Butterfly
- Hurt You So Bad
- Darkside
- Toxic
- Revolving Door
- Drowning
- Lemonface
- Born to Raise Hell
- Come Inside